# Farol de Santa Marta (Cascais)
O farol de Santa Marta é um farol português que se localiza no Forte de Santa Marta, na Ponta do Salmôdo, vila de Cascais, distrito de Lisboa.
Trata-se de uma torre quadrangular de alvenaria, revestida com azulejos, branca, com faixas horizontais azuis e lanterna vermelha; tem 20 metros de altura.

## Características
O farol possui uma trompa nevoeiro. Características: três segundos de som, sete segundos de silêncio e período de dez segundos.

## Informações
- Uso actual: Ajuda activa à navegação
- Acesso: Rua do Farol; de automóvel estacionar junto à Cidadela de Cascais.
- Aberto ao público: Sim. Existe em anexo um Museu dedicado aos cinco séculos de vida dos faróis portugueses, a sua história e valor patrimonial.
- Nº IPA: PT031105030012

## Galeria

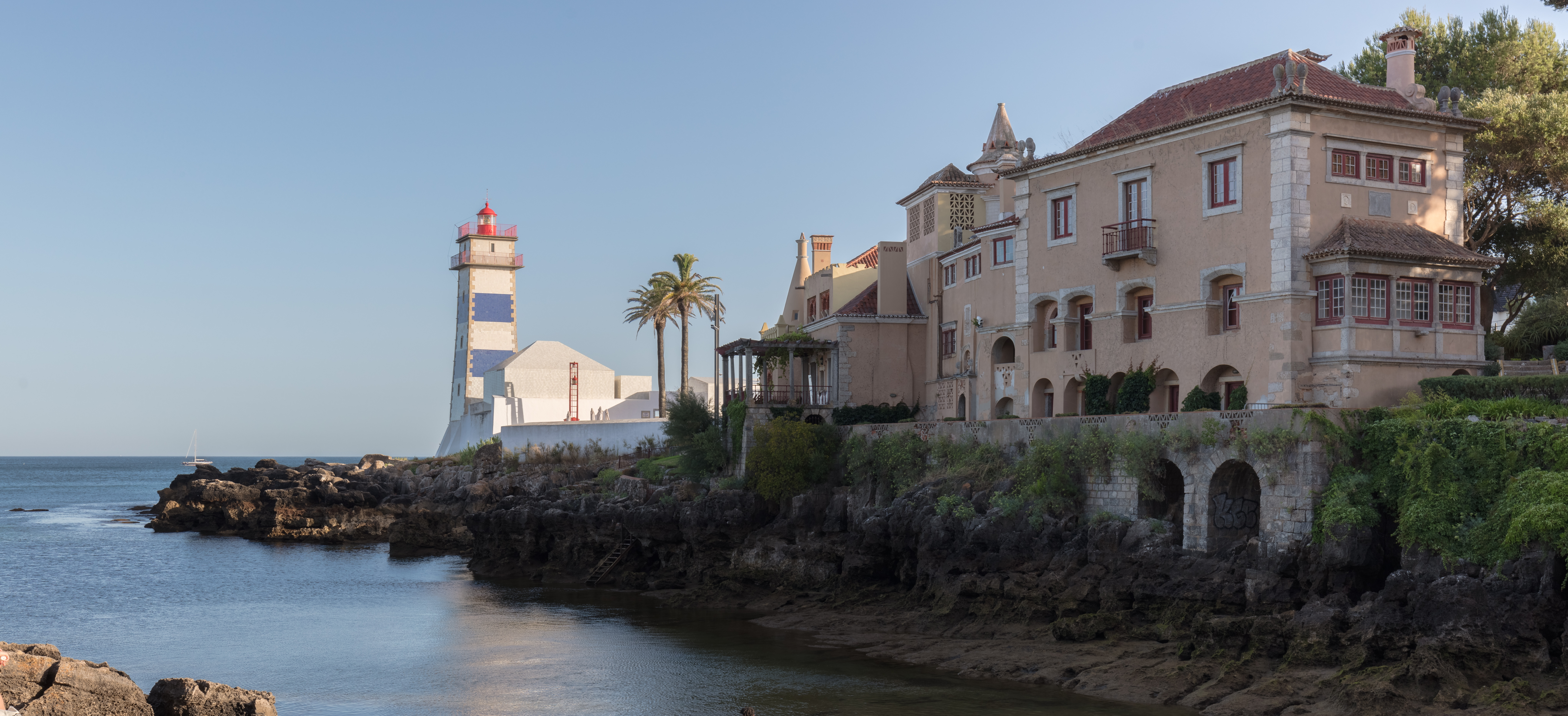
Envolvente
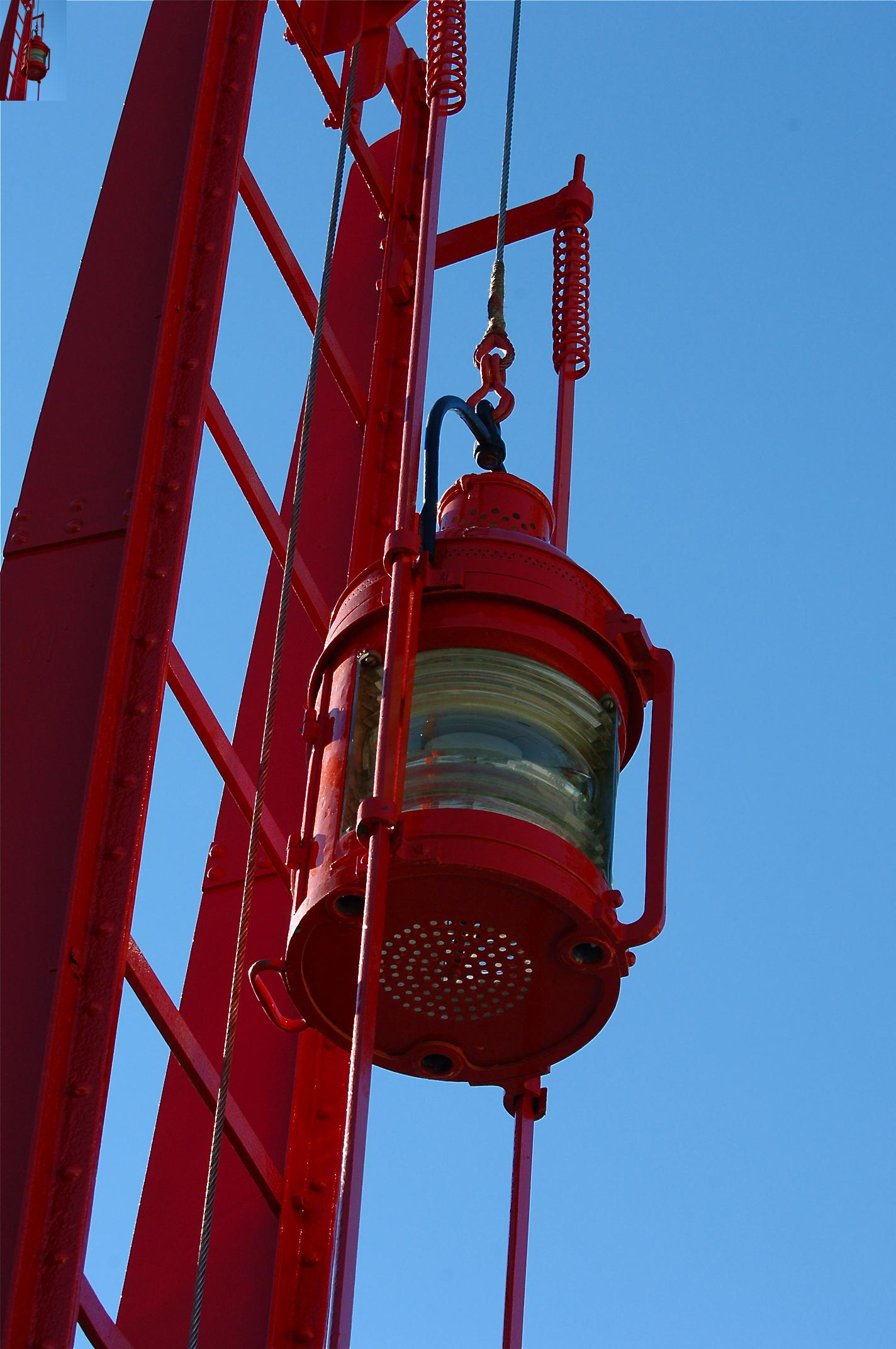
Lanterna de estai
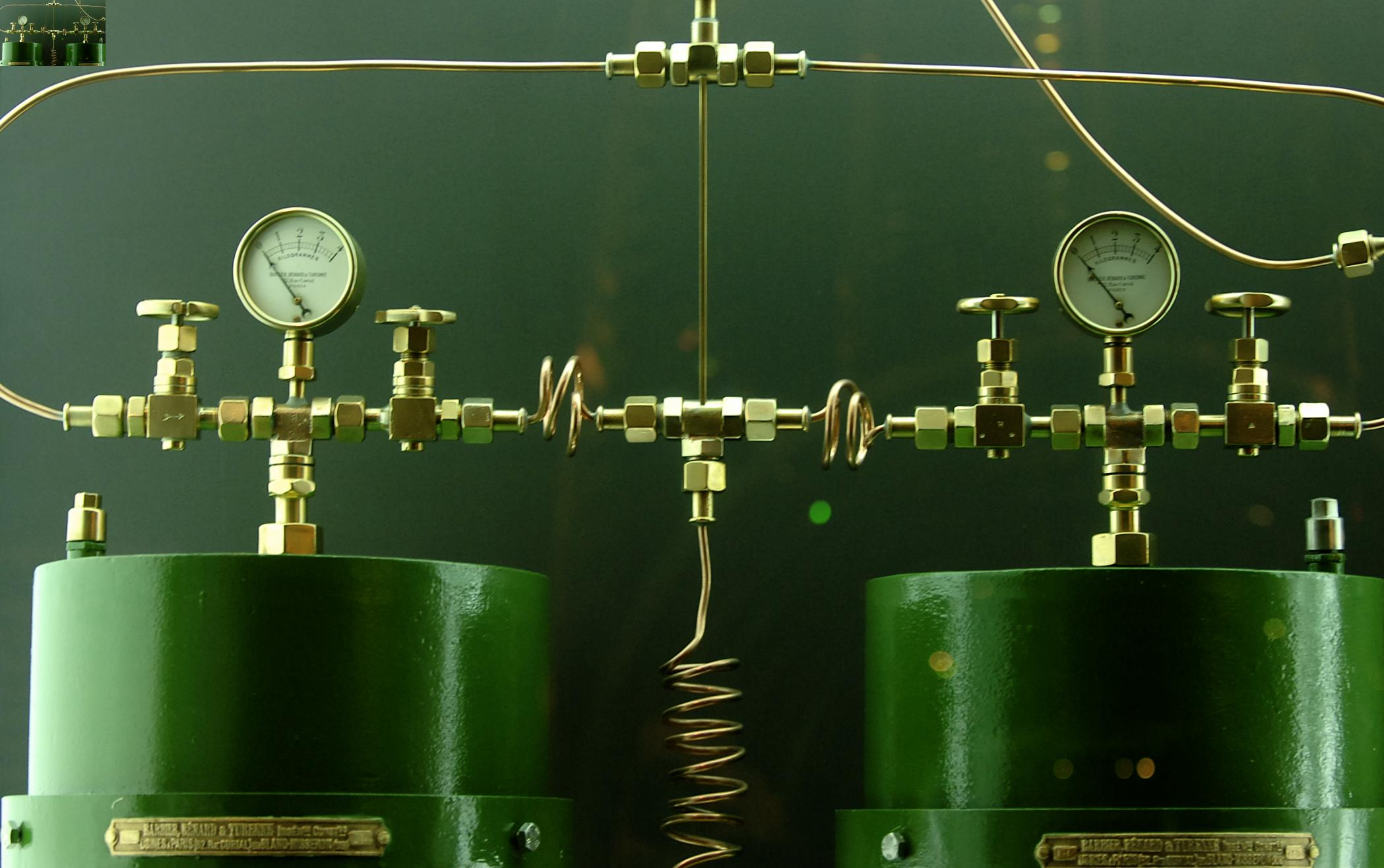
Compressor de ar para a Ronca
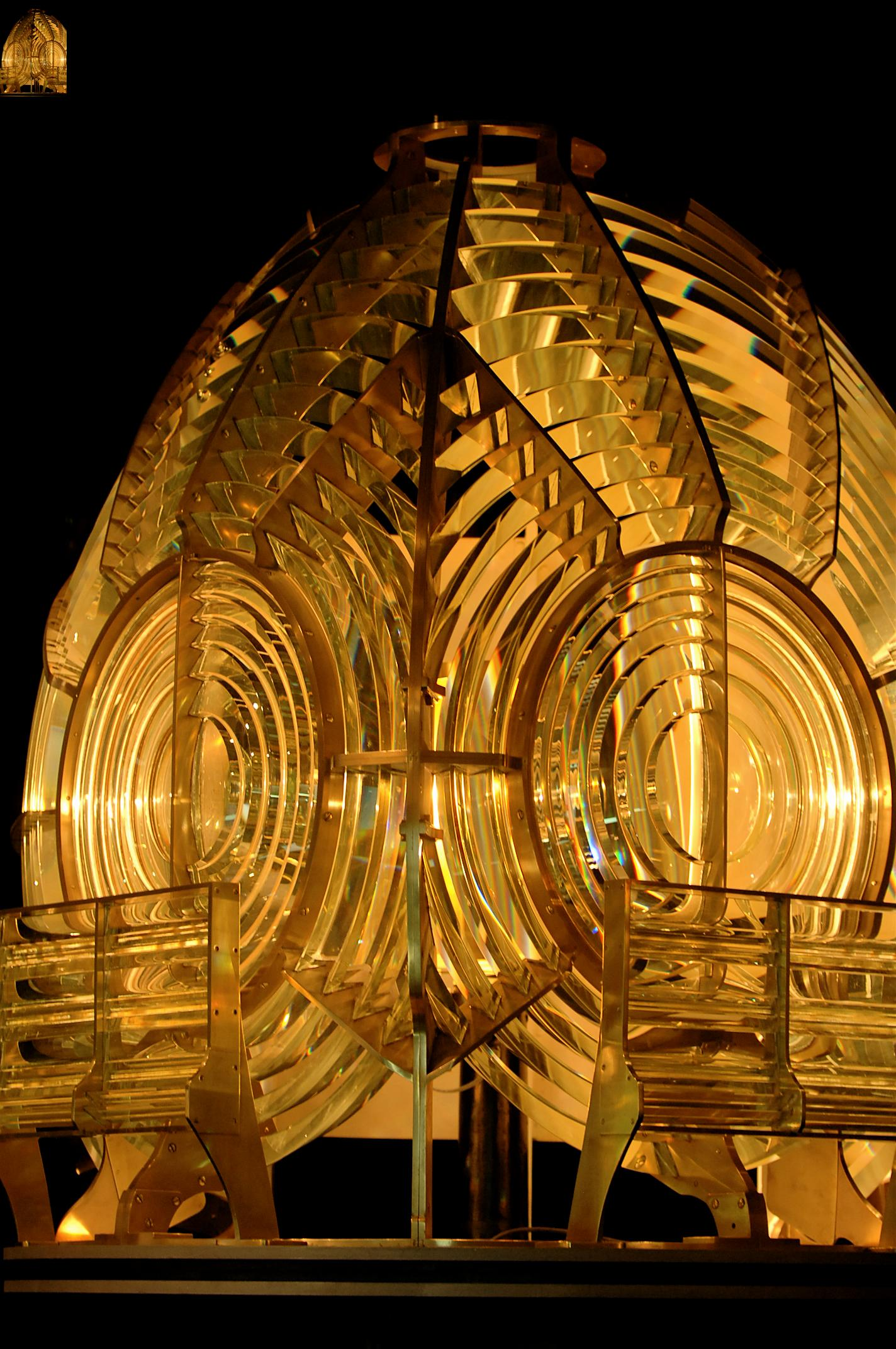
Lentes de Fresnel
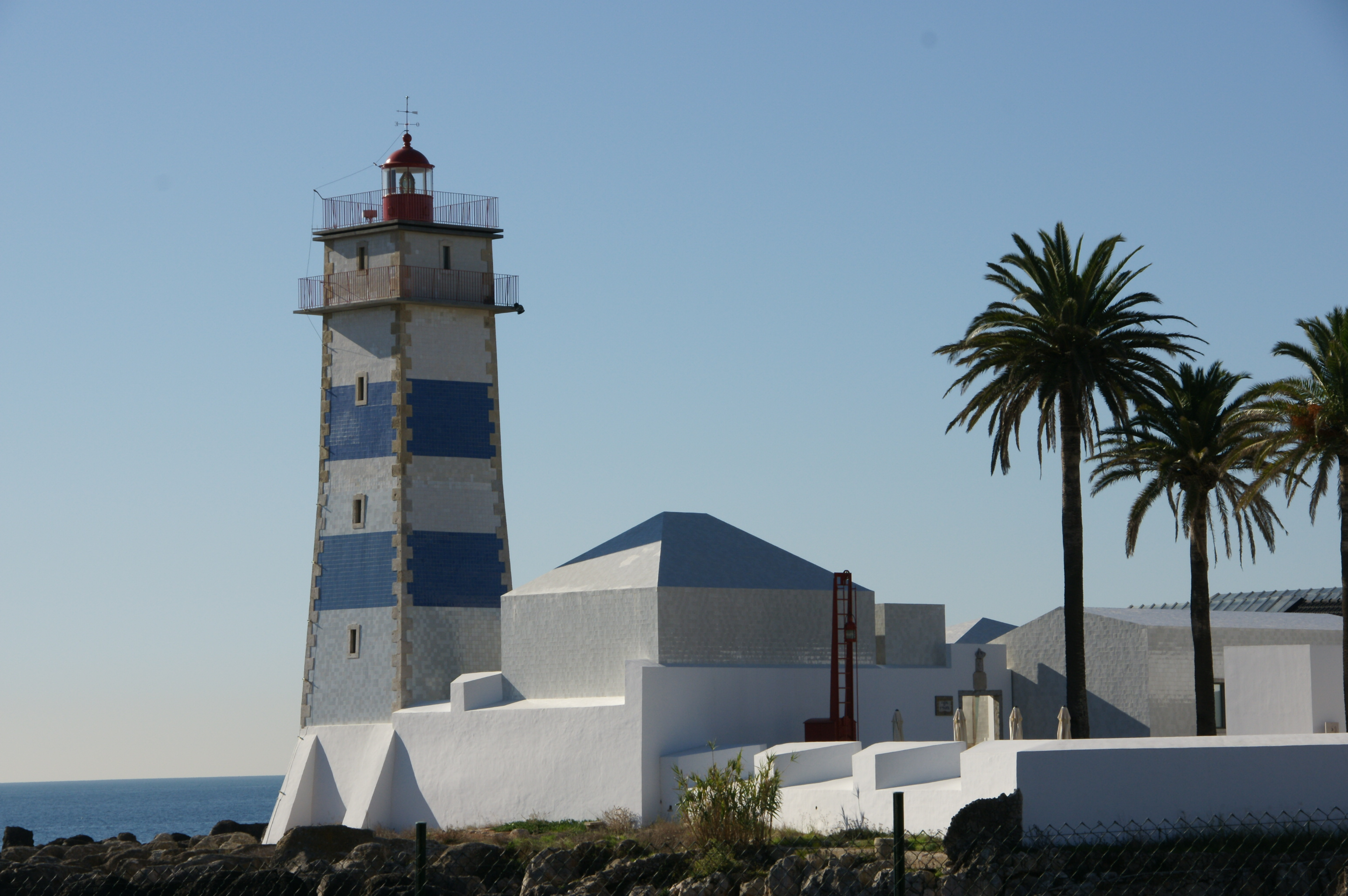
Farol